# Campionati oceaniani di triathlon del 2008
I Campionati oceaniani di triathlon del 2008 ( edizione) si sono tenuti a Wellington in Nuova Zelanda, in data 9 marzo 2008.
Tra gli uomini ha vinto il neozelandese Shane Reed, mentre la gara femminile è andata all'australiana Emma Moffatt.
Nella gara valida per il titolo under 23, ha trionfato tra gli uomini il neozelandese Tony Dodds, mentre tra le donne l'australiana Felicity Sheedy-Ryan.

## Risultati

### Élite uomini
| Pos. | Nome                   | Paese         | Nuoto    | Bici     | Corsa    | Totale   |
| ---- | ---------------------- | ------------- | -------- | -------- | -------- | -------- |
|      | Shane Reed             | Nuova Zelanda | 00:18:14 | 01:04:38 | 00:32:35 | 01:55:29 |
|      | Bevan Docherty         | Nuova Zelanda | 00:18:24 | 01:04:27 | 00:32:51 | 01:55:42 |
|      | James Seear            | Australia     | 00:17:59 | 01:04:53 | 00:33:21 | 01:56:12 |
| 3    | Matt Hopper            | Australia     | 00:18:10 | 01:04:42 | 00:33:35 | 01:56:28 |
| 5    | Kris Gemmell           | Nuova Zelanda | 00:17:57 | 01:04:52 | 00:33:59 | 01:56:48 |
| 6    | Dan Wilson             | Australia     | 00:18:34 | 01:05:45 | 00:32:34 | 01:56:53 |
| 7    | David Matthews         | Australia     | 00:18:27 | 01:04:24 | 00:34:14 | 01:57:06 |
| 8    | David Dellow           | Australia     | 00:18:32 | 01:05:50 | 00:33:00 | 01:57:23 |
| 9    | Graham O'Grady         | Nuova Zelanda | 00:17:57 | 01:04:57 | 00:35:05 | 01:57:59 |
| 10   | Callum Millward        | Nuova Zelanda | 00:18:24 | 01:05:59 | 00:33:58 | 01:58:21 |
| 11   | Christian Kemp         | Australia     | 00:19:12 | 01:05:11 | 00:34:00 | 01:58:22 |
| 12   | Samuel Betten          | Australia     | 00:18:25 | 01:05:57 | 00:34:07 | 01:58:29 |
| 13   | Jarmo Hast             | Finlandia     | 00:18:40 | 01:05:50 | 00:34:10 | 01:58:42 |
| 14   | Joshua Amberger        | Australia     | 00:17:56 | 01:04:50 | 00:36:42 | 01:59:29 |
| 15   | Josh Mchugh            | Australia     | 00:19:12 | 01:05:15 | 00:35:46 | 02:00:13 |
| 16   | Marc Widmer            | Svizzera      | 00:19:04 | 01:05:26 | 00:35:58 | 02:00:29 |
| 17   | Adam Carlton           | Australia     | 00:18:25 | 01:06:00 | 00:36:59 | 02:01:24 |
| 18   | Liam Scopes            | Nuova Zelanda | 00:20:00 | 01:08:03 | 00:34:04 | 02:02:07 |
| 19   | Joshua Maeder          | Australia     | 00:18:16 | 01:08:15 | 00:35:50 | 02:02:21 |
| 20   | Blair Jordan           | Nuova Zelanda | 00:19:03 | 01:09:02 | 00:35:23 | 02:03:28 |
| 21   | Jamie Rhodes           | Australia     | 00:18:07 | 01:04:47 | 00:40:47 | 02:03:40 |
| 22   | Michael Pugh           | Nuova Zelanda | 00:20:31 | 01:08:36 | 00:34:53 | 02:04:00 |
| 23   | Rob Creasy             | Nuova Zelanda | 00:20:18 | 01:08:49 | 00:37:07 | 02:06:14 |
| 24   | Hamish Johnson         | Nuova Zelanda | 00:20:34 | 01:08:32 | 00:37:24 | 02:06:30 |
| 25   | Thijs Hubber           | Nuova Zelanda | 00:20:19 | 01:08:49 | 00:38:13 | 02:07:21 |
| 26   | Jason Hsieh Chum Shing | Hong Kong     | 00:20:30 | 01:08:51 | 00:38:25 | 02:07:46 |
| 27   | Akimasa Kawai          | Giappone      | 00:19:07 | 01:18:41 | 00:37:25 | 02:15:14 |

### Élite donne
| Pos. | Atleta            | Paese         | Nuoto    | Bici     | Corsa    | Totale   |
| ---- | ----------------- | ------------- | -------- | -------- | -------- | -------- |
|      | Emma Moffatt      | Australia     | 00:19:50 | 01:10:45 | 00:36:01 | 02:06:35 |
|      | Annabel Luxford   | Australia     | 00:19:45 | 01:10:51 | 00:37:35 | 02:08:11 |
|      | Nicky Samuels     | Nuova Zelanda | 00:20:27 | 01:12:46 | 00:37:17 | 02:10:30 |
| 4    | Andrea Hewitt     | Nuova Zelanda | 00:19:48 | 01:10:49 | 00:40:11 | 02:10:47 |
| 5    | Samantha Warriner | Nuova Zelanda | 00:21:12 | 01:13:49 | 00:36:22 | 02:11:22 |
| 6    | Anja Dittmer      | Germania      | 00:20:45 | 01:14:12 | 00:36:32 | 02:11:30 |
| 7    | Alee Sharp        | Australia     | 00:19:51 | 01:15:10 | 00:36:44 | 02:11:46 |
| 8    | Debbie Tanner     | Nuova Zelanda | 00:20:20 | 01:14:42 | 00:38:02 | 02:13:05 |
| 9    | Carmel Hanly      | Nuova Zelanda | 00:22:29 | 01:15:43 | 00:36:07 | 02:14:19 |
| 10   | Merja Kiviranta   | Finlandia     | 00:22:19 | 01:12:43 | 00:39:18 | 02:14:21 |
| 11   | Katherine Anton   | Nuova Zelanda | 00:24:07 | 01:13:51 | 00:38:02 | 02:16:00 |
| 12   | Melissa Trims     | Australia     | 00:20:21 | 01:14:46 | 00:42:15 | 02:17:22 |
| 13   | Kelly Bruce       | Nuova Zelanda | 00:21:22 | 01:14:25 | 00:41:39 | 02:17:26 |
| 14   | Jenny Cooper      | Nuova Zelanda | 00:21:03 | 01:14:47 | 00:50:04 | 02:25:53 |

### Under 23 uomini
| Pos. | Atleta               | Paese         | Nuoto    | Bici     | Corsa    | Totale   |
| ---- | -------------------- | ------------- | -------- | -------- | -------- | -------- |
|      | Tony Dodds           | Nuova Zelanda | 00:17:57 | 01:04:57 | 00:34:43 | 01:57:37 |
|      | Benjamin Visser      | Nuova Zelanda | 00:18:21 | 01:06:00 | 00:33:16 | 01:57:38 |
|      | Martin Van Barneveld | Nuova Zelanda | 00:19:06 | 01:05:18 | 00:33:44 | 01:58:09 |
| 5    | Min Ho Heo           | Corea del Sud | 00:18:32 | 01:05:58 | 00:34:31 | 01:59:00 |
| 6    | Ben Pattle           | Nuova Zelanda | 00:18:23 | 01:06:05 | 00:35:38 | 02:00:07 |
| 7    | Bobby Douglas        | Nuova Zelanda | 00:18:36 | 01:05:50 | 00:35:54 | 02:00:21 |
| 8    | Andrew Curtayne      | Nuova Zelanda | 00:18:41 | 01:05:43 | 00:37:16 | 02:01:40 |
| 9    | Caleb Hill           | Nuova Zelanda | 00:19:12 | 01:05:17 | 00:37:24 | 02:01:54 |
| 10   | Nigel Cooper         | Australia     | 00:19:18 | 01:08:41 | 00:35:10 | 02:03:10 |
| 11   | Chris Rawling        | Australia     | 00:20:01 | 01:07:42 | 00:36:12 | 02:03:55 |
| 12   | Tama Christensen     | Nuova Zelanda | 00:21:30 | 01:07:34 | 00:35:36 | 02:04:40 |
| 13   | Nathan Saunders      | Nuova Zelanda | 00:18:38 | 01:09:25 | 00:37:36 | 02:05:39 |
| 14   | Lee Greer            | Nuova Zelanda | 00:18:44 | 01:09:18 | 00:38:30 | 02:06:32 |
| 15   | Dickson Tam Joe Dick | Hong Kong     | 00:19:22 | 01:11:51 | 00:40:25 | 02:11:37 |
| 16   | Sol Choi             | Corea del Sud | 00:20:08 | 01:15:37 | 00:40:06 | 02:15:52 |

### Under 23 donne
| Pos. | Atleta               | Paese         | Nuoto    | Bici     | Corsa    | Totale   |
| ---- | -------------------- | ------------- | -------- | -------- | -------- | -------- |
|      | Felicity Sheedy-Ryan | Australia     | 00:21:20 | 01:13:39 | 00:37:38 | 02:12:37 |
|      | Anna Elvery          | Nuova Zelanda | 00:21:17 | 01:14:28 | 00:42:40 | 02:18:25 |
|      | Jacqui Seebold       | Nuova Zelanda | 00:23:04 | 01:15:07 | 00:40:19 | 02:18:30 |
| 4    | Hee Ju Kim           | Corea del Sud | 00:21:19 | 01:14:29 | 00:43:09 | 02:18:58 |
| 5    | Julia Grant          | Nuova Zelanda | 00:23:47 | 01:14:27 | 00:43:19 | 02:21:32 |
| 6    | Hye Rim Lee          | Corea del Sud | 00:21:18 | 01:14:31 | 00:46:58 | 02:22:48 |
| 7    | Sarah Bryant         | Nuova Zelanda | 00:23:55 | 01:18:53 | 00:42:02 | 02:24:50 |
| 8    | Danielle Montague    | Nuova Zelanda | 00:24:26 | 01:18:22 | 00:42:11 | 02:24:59 |
| 9    | Sun Young Hwa        | Corea del Sud | 00:23:05 | 01:19:45 | 00:43:37 | 02:26:26 |
| 10   | Gili Richman         | Israele       | 00:23:46 | 01:25:57 | 00:41:11 | 02:30:54 |